# Jonathan Goodwin
Jonathan Scott Goodwin (Columbia, 2 dicembre 1978) è un giocatore di football americano statunitense che gioca nel ruolo di offensive lineman per i New Orleans Saints della National Football League (NFL). Fu scelto nel corso del quinto giro (154º assoluto) del Draft NFL 2002 dai New York Jets. Al college ha giocato a football coi Michigan Wolverines.

## Carriera professionistica

### New York Jets
Goodwin fu scelto nel corso del quinto giro del Draft 2002 dai New York Jets. Con essi rimase per quattro stagioni, partendo stabilmente come titolare solo nell'ultima.

### New Orleans Saints
Dopo la stagione 2005, Goodwin divenne un free agent, firmando coi New Orleans Saints. Nella prima stagione in Louisiana disputò tutte le 16 gare della stagione regolare, ma mai come titolare. Assunse tale ruolo a partire dalla stagione 2008.
Nel 2009, Goodwin fu il centro titolare della squadra che trionfò nel Super Bowl. I Saints iniziarono la stagione vincendo le prime 13 partite consecutive, prima di perdere le ultime tre. La possibilità di saltare il turno delle wild card si rivelò di gran beneficio per la squadra, che poté ritemprarsi dopo il difficile finale di stagione regolare. Nel division round dei playoff, i Saints superarono i Cardinals 41-14 e nella finale della NFC i Minnesota Vikings per 31-28 nei tempi supplementari.  Il 7 febbraio 2010, i Saints sconfissero i favoriti Indianapolis Colts nel Super Bowl XLIV disputato a Miami e Goodwin si laureò per la prima volta campione NFL. A fine stagione, Goodwin fu convocato per il suo primo Pro Bowl.
Nell'ultima stagione trascorsa coi Saints, nel 2010, Jonathan partì come titolare in tutte le 16 gare della stagione regolare.

### San Francisco 49ers
Il 3 agosto 2011, Goodwin firmò coi San Francisco 49ers in qualità di unrestricted free agent. Egli partì come titolare in tutte le 18 gare della stagione, playoff inclusi. Goodwin nel divisional round dei playoff incontrò la sua ex squadra, i Saints, che vennero sconfitti dai 49ers. Grazie alla vittoria i 49ers raggiunsero la finale della NFC dove furono superati dai New York Giants solo nei tempi supplementari.
Il 3 febbraio 2013 Goodwin partì come titolare nel Super Bowl XLVII ma i 49ers furono sconfitti 34-31 dai Baltimore Ravens.

### Ritorno ai Saints
Il 3 giugno 2014, Goodwin firmò un contratto annuale per fare ritorno ai Saints.

## Palmarès

### Franchigia
- Super Bowl : 1

New Orleans Saints: Super Bowl XLIV
- National Football Conference Championship: 2

New Orleans Saints: 2009
San Francisco 49ers: 2012

### Individuale
- Convocazioni al Pro Bowl: 1

## Statistiche
| Partite totali             | 181 |
| Partite totali da titolare | 108 |

Statistiche aggiornate alla stagione 2013